# جعثن
الجِعْثِن أو الكَعب أو القُرمَة أو الكورمة في علم النبات هو ساق نباتية متحورة لتعمل عمل عضو تخزيني مباشرة تحت سطح الأرض وهي مرادفة لكلمة (بالإنجليزية: Corm)‏ حسب المعجم الطبي الموحد. يوجد هذا العضو لدى كثير من النباتات مثل الموز والإفليوم المرجي والثعلبية البصيلية. يختلف الجعثن عن البصلة في بنيته وقوام محتواه.

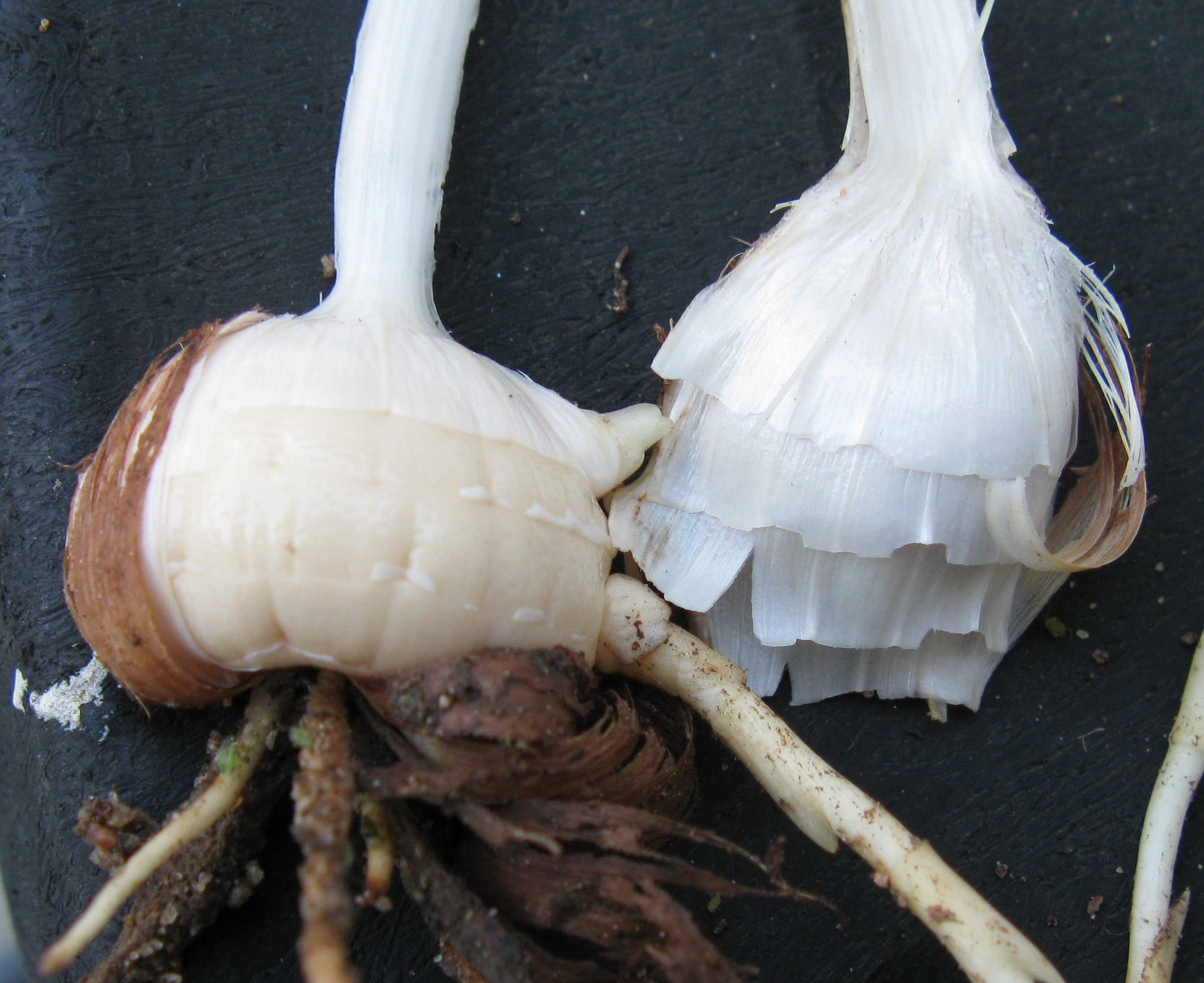
جعثن نبات كروكوسميا

والجعثن في اللغة كما ورد في لسان العرب:
- حسب الأزهري: الجعثن أرومة الشجر بما عليها منالأغصان إذا قطعت.
- حسب ابن سيده: الجعثنة أرومة كل شجرة تبقى على الشتاء والجمع جعثن. قال تقفز بي الجعثن يا مرة زدها قعبا ويروى تقفز الجعثن بي ومنهم من يقول للواحد جعثن والجمع الجعاثن.
- قال أبو حنيفة الجعثن أصل كل شجرة إلا شجرة لها خشبة وأنشد ترى الجعثن العامي تذري أصوله مناسم أخفاف المطي الرواتك
- الأزهري كل شجرة تبقى أرومتها في الشتاء من عظام الشجر وصغارها فلها جعثن في الأرض وبعدما ينزع فهو جعثن حتى يقال لأصول الشرك جعثن وفرس مجعثن الخلق شبه بأصل الشجرة في كدنته وغلظه.
- قال ابن بري في معناه كان لنا وهو فلو نرببه مجعثن الخلق يطير زغبه ورجل جعثنة جبان ثقيل عن ابن الأعرابي وأنشد فيا فتى ما قتلتم غير جعثنة ولا عنيف بكر الخيل في الوادي والجعثم والجعثن بالكسر أصول الصليان وأنشد للطرماح فقال أو كمجلوح جعثن بله القط ر فأضحى مودس الأعراض. وفي حديث طهفة ويبس الجعثن هو أصل النبات وقيل أصل الصليان خاصة وقال أبو زياد الجعثنة أصل كل شجرة قد ذهبت سوى العضاة وأنشد بيت الطرماح وتجعثن الرجل إذا تجمع وتقبض ويقال لأرومة الصليان جعثنة قال الطرماح وموضع مشكوكين ألقتهما معا كوطأة ظبي القف بين الجعاثن وجعثنة شاعر معروف قال ابن الأعرابي هو جعثنة بن جواس الربعي الأزهري: جعثن من أسماء النساء وعينه الجوهري فقال جعثن أخت الفرزدق.[5]

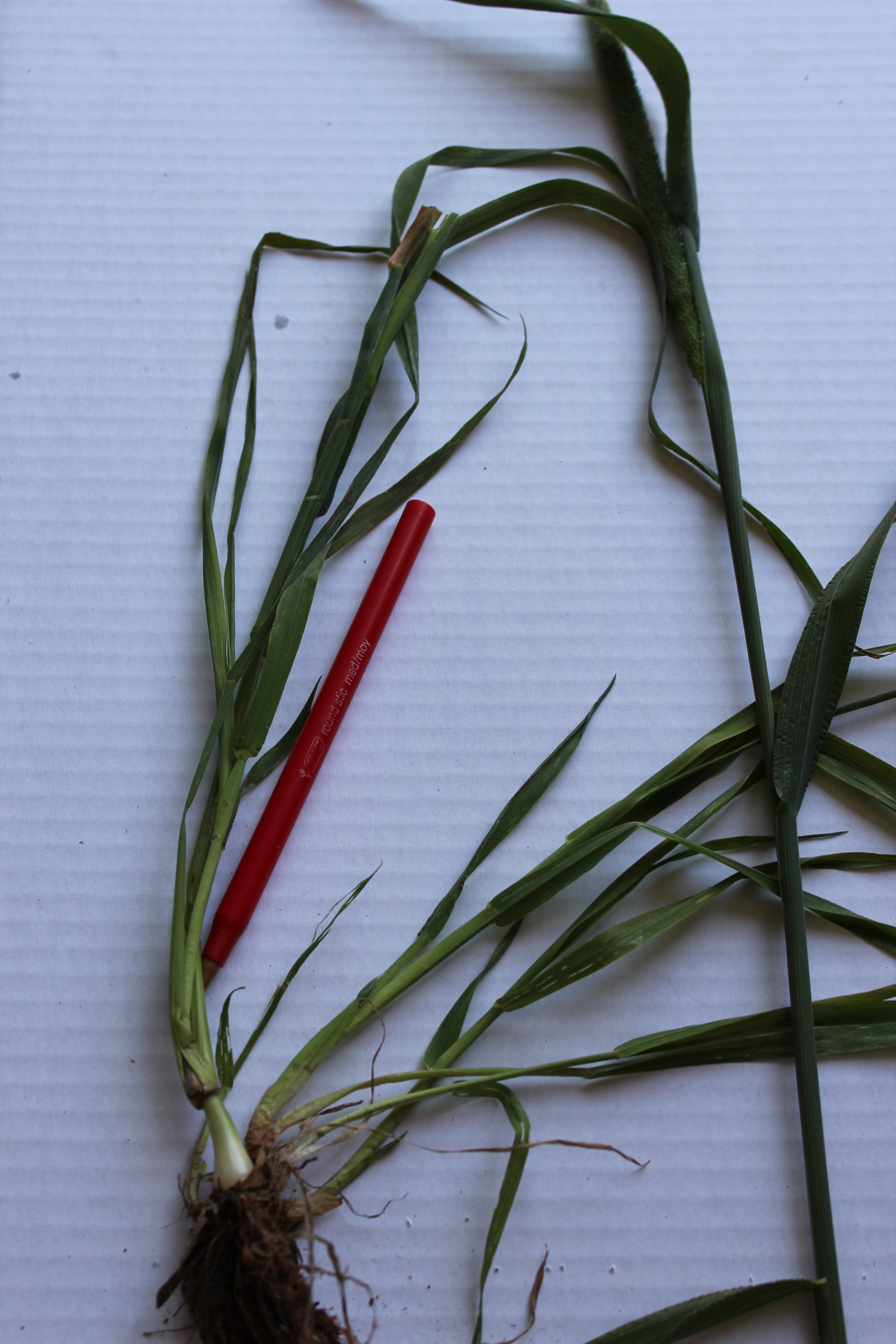
جعثن عند قاعدة نبات الإفليوم المرجي